# Issaquah, Washington
Issaquah je grad u američkoj saveznoj državi Washington. Prema popisu stanovništva iz 2023. u njemu je živjelo 38 977 stanovnika.